# Maceo Parker
Pour les articles homonymes, voir Parker.

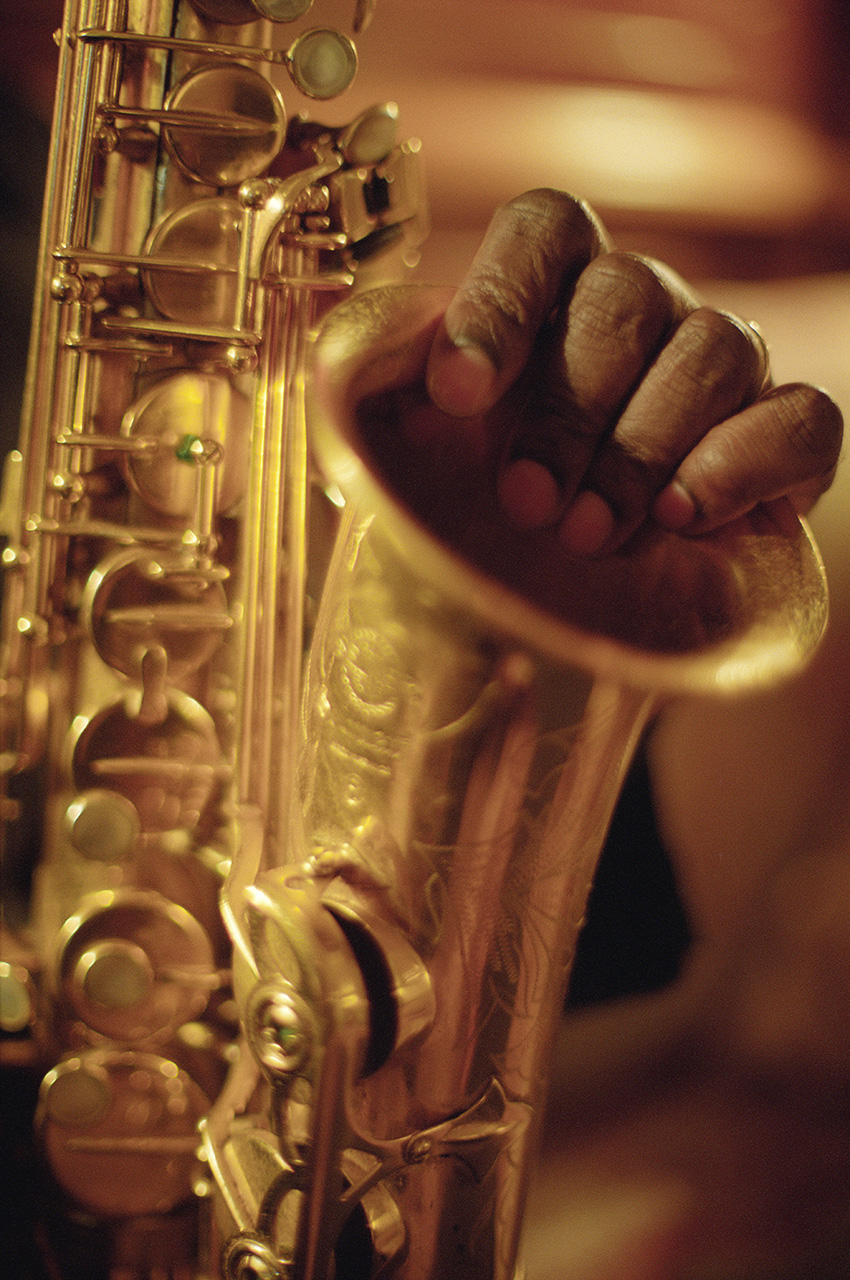
.

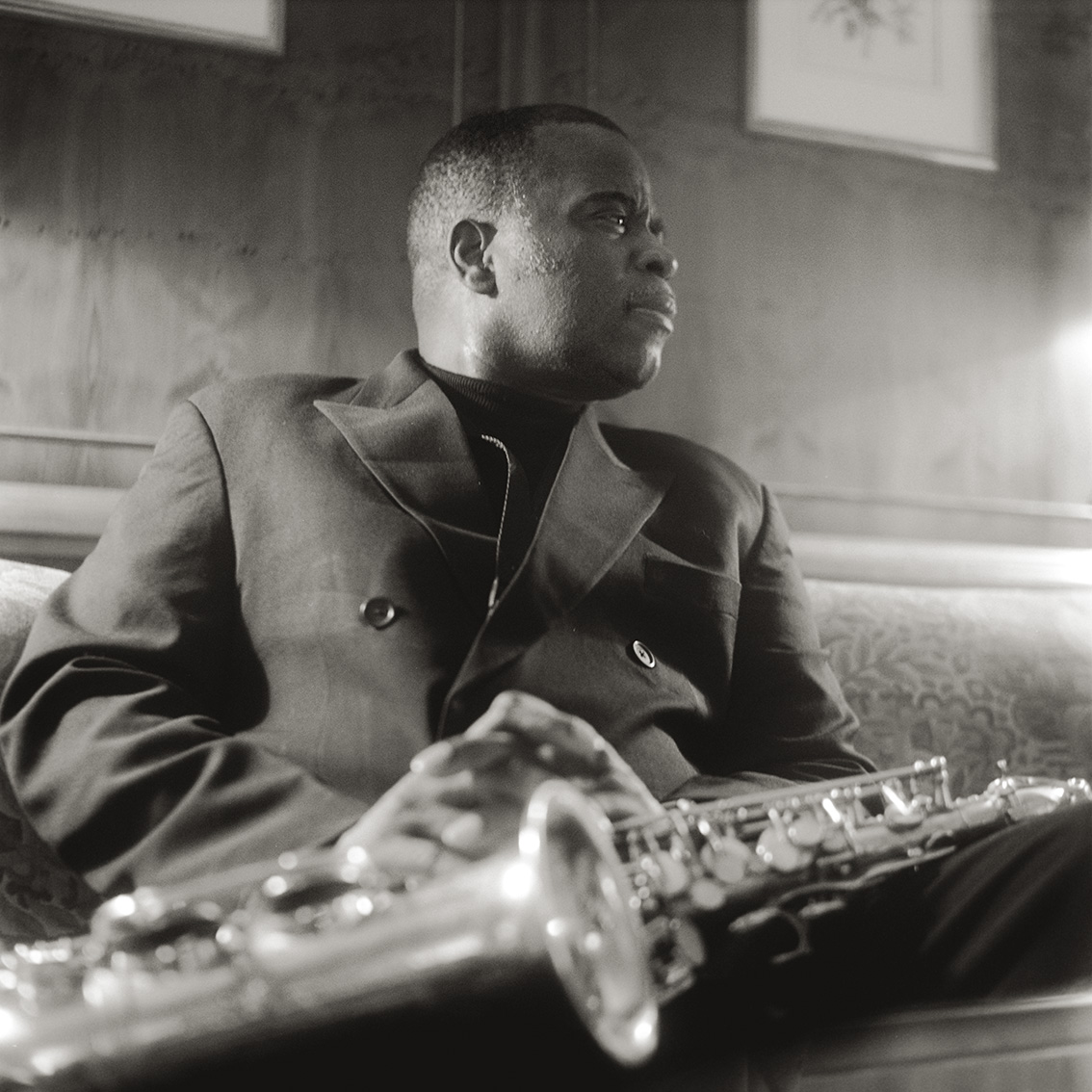
Hamburg/Germany 2000

Maceo Parker, né le 14 février 1943 à Kinston (Caroline du Nord) est un saxophoniste alto et compositeur de funk et de soul jazz afro-américain.

## Biographie
Maceo naît dans une famille de musiciens, : ses parents chantent dans une chorale d'église et ses deux frères Melvin et Kellis jouent de la batterie et du trombone. Grâce à leur oncle (leader du groupe Blue Notes), les trois fils Parker montent un groupe et jouent dans les night-clubs.
En 1964, James Brown recherche un batteur pour son groupe et auditionne le frère de Maceo, Melvin. James Brown est séduit par Melvin et engage les deux frères sur l'insistance de Melvin. Maceo jouera pendant 25 ans aux côtés du godfather en contribuant aux plus grands tubes avec son saxophone et sa créativité.
Usé par un James Brown très autoritaire et exigeant, il décide d'entamer sa carrière solo en compagnie de The JB's Horns, Fred Wesley & The Horny Horn, et de Funkadelic. Il est en 1977 le leader des sections rythmiques de George Clinton et de Bootsy Collins.
Il commence réellement sa carrière en tant que leader en 1990, avec son album Roots revisited. Il croise la route de Deee-Lite pour le clip de Groove Is in the Heart puis des De La Soul sur l'album Buhloone Mindstate pour deux titres.
Son fils, Corey Parker, le rejoint dans son aventure musicale pour les albums Funk Overload (1998), Dial Maceo (2000), Made By Maceo (2003) et School's In (2005), en ajoutant un rap coloré aux harmonies funky du groupe.
Tout en continuant ses propres concerts, Maceo rejoint le groupe de Prince depuis l'année 2000, et participe à ses tournées.
En 2008, c'est son neveu Marcus, fils de Melvin Parker, qui le rejoint à la batterie, pour le suivre en concert.

## Récompenses
- 2012 : Victoires du jazz : Victoire d'honneur

## Discographie
| Année | Album                                                         | Label                                            |
| ----- | ------------------------------------------------------------- | ------------------------------------------------ |
| 2018  | Life On Planet Groove - Revisited                             | Minor Music                                      |
| 2018  | It's All About Love avec Michael Abene & WDR Big Band Cologne | Leopard / Socadisc                               |
| 2015  | Roots Revisited The Bremen Concert                            | Minor Music                                      |
| 2012  | Soul Classics                                                 | Moosicus                                         |
| 2007  | Roots & Grooves                                               | Intuition                                        |
| 2005  | School's In                                                   | esc Records / What are Records?                  |
| 2003  | Made By Maceo                                                 | esc Records / What are Records?                  |
| 2000  | dial: MACEO                                                   | esc Records / What are Records?                  |
| 1998  | Funkoverload                                                  | esc Records / What are Records?                  |
| 1994  | Maceo (Soundtrack)                                            | Minor Music (Europe seulement)                   |
| 1993  | Southern Exposure                                             | Jive Novus / Minor Music                         |
| 1992  | Life on Planet Groove                                         | Verve / Minor Music                              |
| 1991  | Mo' Roots                                                     | Verve / Minor Music                              |
| 1990  | Roots Revisited                                               | Verve / Minor Music                              |
| 1989  | For All the King's Men                                        | 4th & Broadway                                   |
| 1974  | Us                                                            | PVine (Japonais uniquement en import à l'époque) |
| 1972  | Funky Music Machine                                           | House of Fox / El Cello                          |
| 1970  | Doing Their Own Thing                                         | House of the Fox / Charly                        |

### Participations
| Année | Artiste                             | Album                                     | Label                  |
| ----- | ----------------------------------- | ----------------------------------------- | ---------------------- |
| 1964  | James Brown                         | Out of Sight                              | PolyGram               |
| 1969  | James Brown                         | Say It Loud, I'm Black and I'm Proud      | Polydor / Umgd         |
| 1970  | James Brown                         | Sex Machine                               | Polydor / Umgd         |
| 1972  | James Brown                         | Get on the Good Foot                      | PolyGram               |
| 1972  | Johnny Hammond                      | The Prophet                               | Kudu                   |
| 1974  | James Brown                         | The Payback                               | Polydor / Umgd         |
| 1974  | James Brown                         | Hell                                      | Polydor / Umgd         |
| 1975  | James Brown                         | Reality                                   | PolyGram               |
| 1976  | Bootsy Collins                      | Stretchin' Out in Bootsy's Rubber Band    | Warner Bros.           |
| 1976  | Parliament                          | The Clones of Dr. Funkenstein             | Island / Mercury       |
| 1975  | Parliament                          | Mothership Connection                     | Island / Mercury       |
| 1977  | Bootsy Collins                      | Ahh... The Name Is Bootsy, Baby!          | Warner Bros.           |
| 1977  | Parliament                          | Live: P-Funk Earth Tour                   | Island / Mercury       |
| 1977  | Parliament                          | Funkentelechy Vs. the Placebo Syndrome    | Island / Mercury       |
| 1977  | Fred Wesley                         | A Blow for Me, A Toot for You             | Atlantic               |
| 1978  | Parliament                          | Motor Booty Affair                        | Island / Mercury       |
| 1978  | Bernie Worrell                      | All the Woo in the World                  | Arista                 |
| 1979  | Bootsy Collins                      | This Boot Is Made for Fonk-N              | Warner Bros.           |
| 1979  | Parliament                          | Gloryhallastoopid                         | MCA                    |
| 1980  | Bootsy Collins                      | Ultra Wave                                | Warner Bros.           |
| 1980  | Parliament                          | Trombipulation                            | PolyGram               |
| 1983  | P-Funk All Stars                    | Urban Dancefloor Guerillas                | Sony                   |
| 1983  | George Clinton                      | You Shouldn't-Nuf Bit Fish                | Capitol                |
| 1985  | George Clinton                      | Some of My Best Jokes Are Friends         | Capitol                |
| 1985  | Red Hot Chili Peppers               | Freaky Styley                             | Capitol                |
| 1986  | James Brown                         | Gravity                                   | Volcano                |
| 1986  | James Brown                         | James In the Jungle Groove                | Polydor / Umgd         |
| 1986  | Ryuichi Sakamoto                    | Futurista                                 |                        |
| 1987  | Micro Wave                          | Cookin' from the Inside Out!!!            | Columbia               |
| 1987  | Yvonne Jackson                      | I'm Trouble                               | Ichiban                |
| 1988  | James Brown                         | James Brown's Funky People, Pt. 2         | Polydor / Umgd         |
| 1988  | Bootsy Collins                      | What's Bootsy Doin'?                      | Sony                   |
| 1988  | Keith Richards                      | Talk Is Cheap                             | EMI                    |
| 1989  | Criminal Element Orchestra          | Locked Up                                 | Atlantic               |
| 1990  | Various Artists                     | Gramavision 10th Anniversary Sampler      | Gramavision            |
| 1990  | Deee-Lite                           | World Clique                              | Elektra / Wea          |
| 1990  | Living Colour                       | Time's Up                                 | Sony                   |
| 1990  | P-Funk All Stars                    | Live at the Beverly Theatre in Hollywood  | Westbound              |
| 1990  | Fred Wesley                         | New Friends                               | PolyGram               |
| 1990  | Rev. Billy C. Wirtz                 | Backslider's Tractor Pull                 | HighTone               |
| 1991  | James Brown                         | Messing with the Blues                    | PolyGram               |
| 1991  | Material                            | The Third Power                           | Axiom                  |
| 1991  | Bernie Worrell                      | Funk of Ages                              | Rhino                  |
| 1991  | Kenny Neal                          | Walking on Fire                           | Alligator              |
| 1991  | Various Artists                     | House Party 2                             | MCA                    |
| 1992  | Bachir Attar                        | The Next Dream                            | CMP                    |
| 1992  | 10,000 Maniacs                      | Our Time in Eden                          | Elektra / Wea          |
| 1992  | Deee-Lite                           | Infinity Within                           | Elektra / Wea          |
| 1993  | Compilation                         | The Best Jazz Is Played with Verve        | PolyGram               |
| 1993  | George Clinton                      | "P" Is the Funk                           | AEM                    |
| 1993  | Candy Dulfer                        | Sax-A-Go-Go                               | Sony                   |
| 1993  | Color Me Badd                       | Time and Chance                           | Warner Bros.           |
| 1993  | Bernie Worrell                      | Blacktronic Science                       | Gramavision            |
| 1993  | Bryan Ferry                         | Taxi                                      | Warner Bros.           |
| 1993  | Compilation                         | Manifestation: Axiom Collection II        | PolyGram               |
| 1993  | James Brown                         | Soul Pride: The Instrumentals (1960–1969) | PolyGram               |
| 1993  | De La Soul                          | Buhloone Mindstate                        | Rhino                  |
| 1993  | Hans Theessink                      | Call Me                                   | Deluge                 |
| 1993  | Dave Koz                            | Lucky Man                                 | Capitol                |
| 1993  | George Clinton                      | Plush Funk                                | Aem                    |
| 1993  | Bernie Worrell                      | Blacktronic Science                       | Gramavision            |
| 1994  | Bootsy Collins                      | Blasters of the Universe                  | Rykodisc               |
| 1994  | Pedro Abrunhosa                     | Viagens                                   | PolyGram               |
| 1994  | Bryan Ferry                         | Mamouna                                   | Virgin                 |
| 1994  | Nils Landgren Funk Unit             | Live in Stockholm                         | Red Horn               |
| 1992  | The JB Horns                        | I Like It Like That                       | Soulciety              |
| 1995  | Parliament                          | The Best of Parliament: Give Up the Funk  | PolyGram               |
| 1995  | Fred Wesley                         | Say Blow by Blow Backwards                | Aem                    |
| 1995  | Larry Goldings                      | Whatever It Takes                         | Warner Bros.           |
| 1995  | Brooklyn Funk Essentials            | Cool And Steady And Easy                  | Groovetown Records     |
| 1995  | Compilation                         | Back to Basics, Vol. 2                    | Instinct               |
| 1996  | James Brown                         | Foundations Of Funk: A Brand New Bag      | Polydor / Umgd         |
| 1996  | Compilation                         | Little Magic in a Noisy World             | Act                    |
| 1996  | Compilation                         | A Celebration of Blues: The New Breed     | Celeb. of Blues        |
| 1997  | Compilation                         | Booming on Pluto: Electro for Droids      | Ambient                |
| 1997  | Kenny Neal                          | Deluxe Edition                            | Alligator              |
| 1997  | Phil Upchurch                       | Whatever Happened to the Blues            | Go Jazz                |
| 1999  | Ani DiFranco                        | To The Teeth                              | Righteous Babe Records |
| 1999  | Prince                              | Rave Un2 the Joy Fantastic                | NPG                    |
| 2001  | Dave Matthews Band                  | Live in Chicago 12.19.98                  | RCA                    |
| 2001  | Ani DiFranco                        | Revelling/Reckoning                       | Righteous Babe Records |
| 2002  | Prince and The New Power Generation | One Nite Alone...Live!                    | NPG                    |
| 2003  | Prince and The New Power Generation | C-Note                                    | NPG                    |
| 2004  | Prince                              | Musicology                                | NPG / Columbia         |
| 2006  | Prince                              | 3121                                      | NPG / Universal        |
| 2007  | Prince                              | Planet Earth                              | NPG / Columbia         |
| 2007  | Compilation                         | Goin' Home: A Tribute to Fats Domino      | Vanguard               |
| 2008  | Prince                              | Indigo Nights                             | NPG                    |
| 2009  | Prince                              | Lotusflower                               | NPG                    |